# Науяказит
Науяказит (рос. науяказит; англ. naujakasite; нім. Naujakasit m) — мінерал, силікат натрію, заліза й алюмінію шаруватої будови.

## Загальний опис
Хімічна формула: 
1. За Є. Лазаренком: Na4Fe2+Al4[(O, OH)4|Si8O10]2.
2. За «Fleischer's Glossary» (2004): Na6(Fe, Mn) Al4Si8O26.
Містить (%): Na2O — 15,86; FeO — 5,70; Al2O3 — 22,79; SiO2 — 53,64; H2O — 2,01. Сингонія моноклінна. Псевдогексагональний вид. Форми виділення — слюдоподібні лусочки, пластинчасті кристали. Густина 2,615. Твердість 2,0-3,5. Колір сріблисто-білий. Породоутворювальний у розкладених луявритах (лужних сієнітах). Знайдений з арфведсонітом і содалітом. Рідкісний. Знахідки: Ілімаусак, Ґренландія, Кольський півострів. За назвою місцевості Науяказа (Ґренландія), O.B.Boggilt, 1933.